# 고대 로마의 정치
고대 로마의 정치 제도에 관한 여러 문서의 목록이다. 목록의 각 항목은 별도의 문서에 대한 링크이다. 목록은 법률 (5) 및 입법기관 (6); 행정기관 (28) 및 역대 지도자 (6); 정치적 파벌 (2, 참고 문서 1)과 사회 계급 (8)으로 분류된다.

## 법률
- 로마법
- 로마법 목록
- 12표법
- 판데크텐
- 로마법대전

## 입법기관
- 로마 원로원
- 쿠리아
- 쿠리아 민회
- 켄투리아 민회
- 트리부스 민회
- 플레브스 민회

## 행정기관
- 조영관
- 감찰관 – 인구 조사와 공공의 도덕에 대한 책무를 돌보는 로마의 행정장관
- 친위대 (로마 제국)
- 집정관 – 고대 로마의 고위 공직
- 10인 위원회
- 독재관 – 로마 공화정의 비상설 행정장관
- 둑스- 로마 공화정의 군사적 지도자를 지칭하는 표현으로, 실제 직위와 무관하게 사용되었다.
- 로마 황제 – 로마 제정의 통치자
- 총독
- 개선장군
- 레가투스- 로마 공화정의 군사적 직위로, 현대의 장성급 장교에 해당한다.
- 릭토- 고대 로마의 왕정시기부터 존재한 고위관료의 경호원이다.
- magistrate
- officium
- 폰티펙스 막시무스 – 고대 로마의 대제사장
- praefectus
- 법무관 – 로마 공화정의 공직
- praetor peregrinus
- 제1 원로
- 프로쿠라토르
- promagistrates
- 재무관
- 로마 7왕
- 원로
- 호민관 – 로마의 선출직
- 삼두정치
- vicarius
- 비긴티섹스비리 – 로마 공화정 하급장관의 모임

## 역대 지도자 목록
- 역대 로마 왕
- 역대 로마 집정관
- 역대 로마 황제
- 역대 로마 제1 원로
- 역대 로마 감찰관
- 역대 브리타니아 총독

## 정치적 파벌
- 귀족파
- 평민파

(로마 공화정의 계급 갈등문서 참고.)

## 사회 계급
- 귀족
- 파트리키
- 에퀴테스
- 플레브스
- 아드시두이
- 프롤레타리아
- 하등 시민
- 노예